# キジ☆ムナ
キジ☆ムナは、沖縄県のフォークデュオである。

## 略歴・概要
- 2004年、高校卒業後結成。
- 2006年4月、自動車で全国47都道府県を回る旅「ストーリー・ド・ライブ」を1年5ヶ月をかけて敢行。
- 2008年5月、ジェネオンエンタテインメントよりメジャーデビュー。
- ユニット名は沖縄の方言で「妖精」を意味する。

## メンバー
- 棚原南夫（たなはらなお、1984年9月28日 - ）ボーカル、ギター、三線
- 内田恵太（うちだけいた、1984年5月25日 - ）ボーカル、ギター

## ディスコグラフィー

### ミニアルバム
1. アリガトウのウタ（2008年5月21日）
  1. 東京
  2. 心島～くくるじま～
  3. 別れ駅
  4. 春夏秋冬
  5. スロウバラード
  6. アリガトウのウタ(プロデュース by 常田真太郎 from スキマスイッチ)
2. kijimuna★color（2008年11月12日）
  1. サヨナラなんか言わせないで(プロデュース by 常田真太郎 from スキマスイッチ)
  2. はんぶんこ　　　　　　　　
  3. 素敵な世界へ　　　　　　　
  4. ハスキーボイス　　　　　　
  5. 流星　　　　　　　　　　　
  6. ストーリー・ド・ライブ